# Mebi
För den grekiska bokstaven, se My
Mebi (förkortat Mi) är ett binärt prefix som betyder 220 = 1 048 576. Prefixet mebi har fått sitt namn av att det ungefär motsvarar SI-prefixet mega (106 = 1 000 000).
Binära prefix används främst när man uttycker minnesstorlekar och minnesåtgång i datorer; 220 bytes är en mebibyte (MiB), men kallas ofta slarvigt för en megabyte.